# Фортуни, Мариано (модельер)

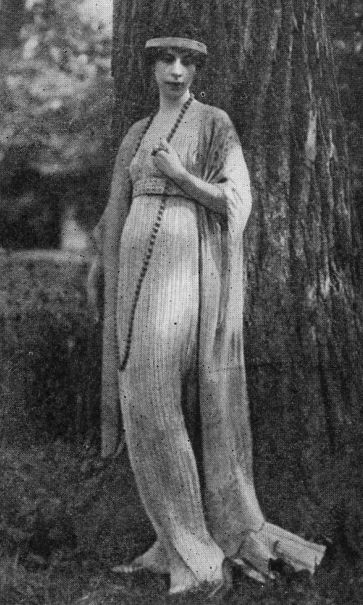
Кларисса Кудер, миссис Конде Наст в шёлковом платье Мариано Фортуни, около 1917 года.

Мариано Фортуни-и-Мадрасо (исп. Mariano Fortuny y Madrazo; 11 мая 1871, Гранада — 3 мая 1949, Венеция) — испано-итальянский дизайнер одежды, основатель собственного модельного дома (1906—1946), один из ключевых дизайнеров XX века.

## Биография
Сын известного художника-ориенталиста Мариано Фортуни и Сесилии де Мадрасо. Остался без отца в трёхлетнем возрасте, в детстве жил с матерью в Париже и Венеции, много путешествовал по Европе, был подающим надежды художником, скульптором, архитектором, фотографом, но предпочёл стать дизайнером. В 1897 году женился на Анриэтте Негрин.
Известен как модельер, дизайнер, театральный художник и изобретатель. Занимался изготовлением шёлка — производил его на специально открытой для этих целей в 1919 году фабрике на острове Джудекка в Венеции. Создавал абажуры для светильников из шёлка собственного производства. Эти объекты до сих пор считаются маркером Фортуни благодаря узнаваемому опаловому цвету абажуров, узорам и шёлковым шнурам с кистями и стеклянными бусинами. Производство оригинальных ламп закончилось в конце 1920-х. До начала 1980-х, когда стали появляться первые реплики, ни одна из венецианских мастерских не решалась повторить «Фортуни» — из-за технической сложности и проблем с патентами.
Умер в своем доме в Венеции в 1949 году, похоронен в Риме на кладбище Кампо Верано.
Жизнь Мариано Фортуни описана в романе Пере Жимферрера «Фортуни».

## Фортуни: новая концепция моды

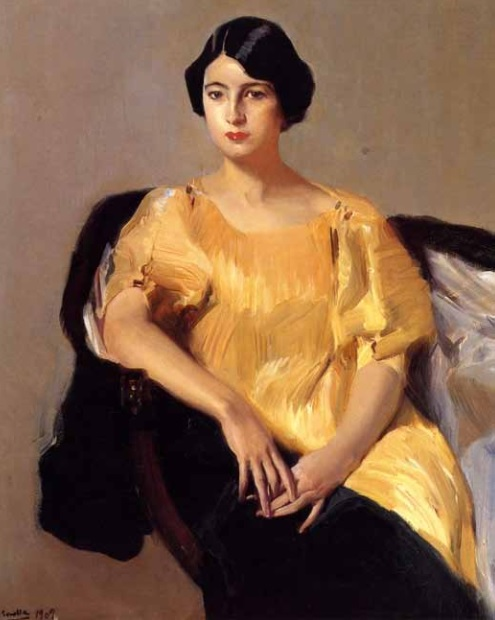
Хоакин Соролья. Елена Соролья Гарсиа в тунике Мариано Фортуни, 1909

Фортуни можно назвать одним из наиболее важных модельеров XX века. Благодаря его стратегии были сформированы или получили распространение основные принципы костюма XX столетия. Несмотря на чувственный характер своих работ, Фортуни рассматривал костюм концептуальной формой. Большинство предложенных им платьев не предполагало использование корсета, что качественно изменило структуру одежды и повлияло на формирование новой стратегии тела. Работы Мариано Фортуни знаменовали исчезновение одежды, построенной на деформации фигуры — в частности, костюмы Фортуни положили конец S-образной силуэтной линии эпохи модерна.
Фортуни создал своеобразный тип моды, устойчивый к частым изменениям — в большей степени он культивировал стиль и образ жизни, нежели вариативность деталей и частую смену неустойчивых тенденций.

## Фортуни и Древняя Греция
Рассматривая моду как интеллектуальное и художественное явление, Мариано Фортуни был протагонистом использования греческой темы в декоре и в костюме. В его коллекциях обращение к греческой теме подразумевало появление туники — прямого платья из тонкого плиссированного шёлка. Ориентиром его работ стала Архаическая Греция, открытая незадолго до того благодаря археологическим исследованиям Генриха Шлимана и Артура Эванса. Представления о древнегреческой цивилизации, получившие распространение в конце XIX — начале XX веков, стали основным мотивом платьев Фортуни. Его образ Древней Греции был связан с наследием крито-микенской культуры, в противовес увлечению античной классикой, считавшейся главным художественным ориентиром и стандартом на протяжении нескольких столетий. Стремление использовать греческие мотивы и соответствовать эстетическим вкусам своего времени приобрели решающее значение в попытках Фортуни определить моду как искусство.

## Туника и дельфос

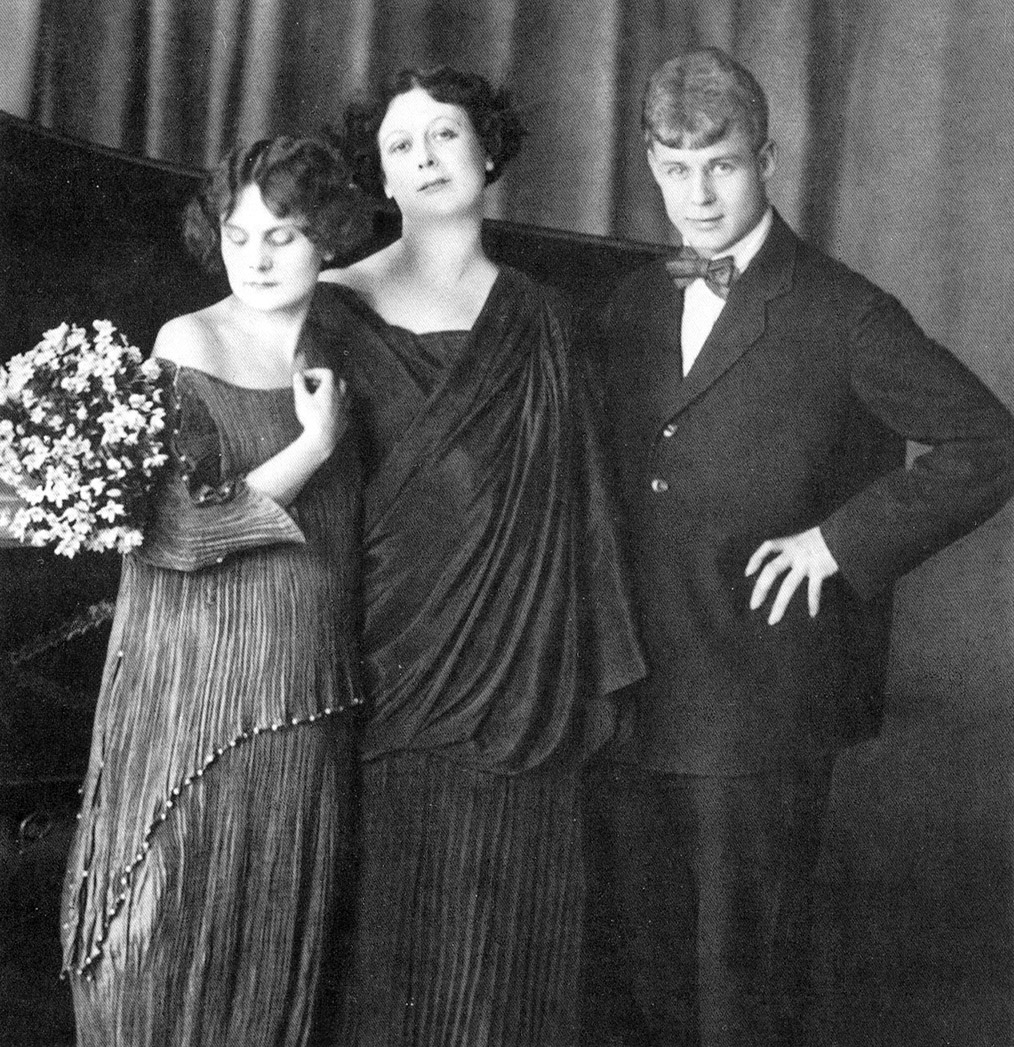
Сергей Есенин с Айседорой Дункан и её приемной дочерью Ирмой, одетыми в дельфосы. 1922

Центральным элементом коллекций Фортуни стала прямая плиссированная туника. Туники различных конфигураций из плиссированного окрашенного шёлка, утяжеленные бусинами из муранского стекла были основой коллекций Фортуни и стали самым узнаваемым типом одежды его ателье. Фортуни был обладателем нескольких патентов, предлагавших эффективные методы плиссировки шёлка. Изобретенный им способ обработки шёлка носит название «плиссировки Фортуни». Эта технология считается принципиально важной: шёлк плохо поддается систематической деформации и открытие новых технологических принципов позволили Фортуни создавать новые формы и типы одежды.
Платья-туники не предполагали использование жесткого утягивающего корсета, их изготавливали с рукавами, или без, их можно было носить с поясом или без него. Плиссированное платье-туника получило название «дельфос», как полагают, в честь «Дельфийского возничего». Дельфосы считаются одним из самых устойчивых видов модной одежды — практически в неизменном виде дом Фортуни выпускал их с 1900-х по 1949 год. Греческий хитон, формы которого использовал дельфос, считался нижней одеждой. Это обстоятельство сделало появление дельфоса провокационным — долгое время его рассматривали как форму платья для домашних приёмов.
Клиентами дома Фортуни были Сара Бернар, Айседора Дункан, Алла Назимова, Наташа Рамбова, Лиллиан Гиш, Маркиза Касати.

## История Ренессанса и декоративные ткани
Помимо шёлковых плиссировок, важным направлением деятельности мастерских Фортуни было создание набивных бархатов. Используя рисунки подлинных ренессансных материалов XV — XVI веков, дом Фортуни выпускал реплики и реконструкции исторических тканей. В конце 1890-х годов он увлекся набойкой тканей и создавал коллекции парчи, бархата и гобеленов в венецианской технике XV—XVI веков.
Работая с декоративными тканями, Фортуни продолжил традицию английского Движения искусств и ремесел, которое придавало особое значение декоративной системе Раннего Ренессанса. Фортуни сделал итальянское Возрождение элементом повседневного интеллектуального быта. В своих рисунках для набивных бархатов Фортуни также использовал северо-африканские и восточные мотивы. Рассказывая о работах Мариано Фортуни, Марсель Пруст сравнивает их с убранством и мозаиками собора Святого Марка в Венеции, обращая внимание на их ориентальную направленность.

## Мариано Фортуни иМарсель Пруст
В своем романе В поисках утраченного времени Марсель Пруст неоднократно упоминает шёлковые туники Мариано Фортуни как образец тонкого и единичного вкуса. Пруст называет их одеждами, сшитыми по «старинным венецианским рисункам», обращая внимание на исторический характер этих платьев. Многие из работ Фортуни используют мотивы итальянского Ренессанса и находят прямые и косвенные аналоги в живописи итальянского (в том числе венецианского) Возрождения. Пруст также обращает внимание на уникальность каждого рисунка Фортуни, на его автономный характер и строение, видя в этой единичности изящество и смысловую тонкость костюмов Фортуни. Пруст говорит о значительности этих работ, считая их плодом долгих размышлений и рефлексий, а также обращает внимание на их сценический подтекст и оторванный от жизни характер. Пруст сравнивает систему Фортуни с костюмной точностью героинь Бальзака, указывая на очевидное сходство двух стратегий.

«Теперешние туалеты лишены такой выразительности, за исключением платьев работы Фортуни. В описании романиста не должно содержаться ни малейшей неопределенности, потому что платье это действительно существует и ничтожнейшие его узоры так же естественно положены на нем, как орнамент на произведении искусства. Надевая то или другое, женщина должна была сделать выбор не между почти одинаковыми нарядами, но между глубоко индивидуальными платьями, каждое из которых можно было бы наименовать»— Марсель Пруст, Пленница 

## Фортуни и театр
Также Фортуни работал в сфере театра. Его интерес к театру зародился на волне увлечения музыкой и сценографией к операм Рихарда Вагнера. В 1892 году Фортуни слушал оперы Вагнера в Париже, а затем, во время путешествия по Германии, посетил театр в Байройте, специально построенный Вагнером для постановки его произведений. Сценография театра в Байройте побудили Фортуни заняться театральной инженерией и декорацией, поддержав его в интерес к созданию синтетического произведения искусства. Идеальный театр Фортуни — это организм, где технические принципы и декоративные элементы объединены в единую систему.
Он изобрел систему смены театральных декораций, известную как «панорамный купол Фортуни». Он был обладателем патентов в области декоративного и театрального освещения. Один из первых патентов, связанных с осветительной системой театра был получен Фортуни в 1901 году. В 1922 году его изобретения были использованы в театре Ла Скала в Милане при постановке вагнеровского Парсифаля.

## Галерея

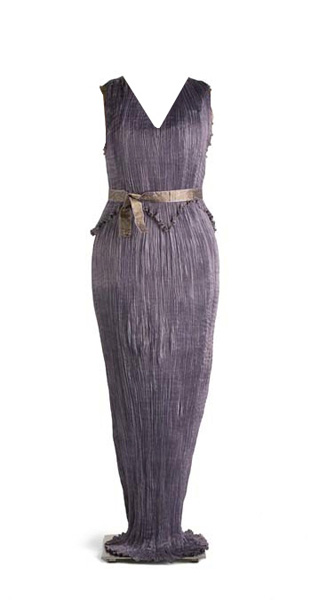
Туника с бусинами из муранского стекла, около 1910 - 1920. Музей костюма, Мадрид.
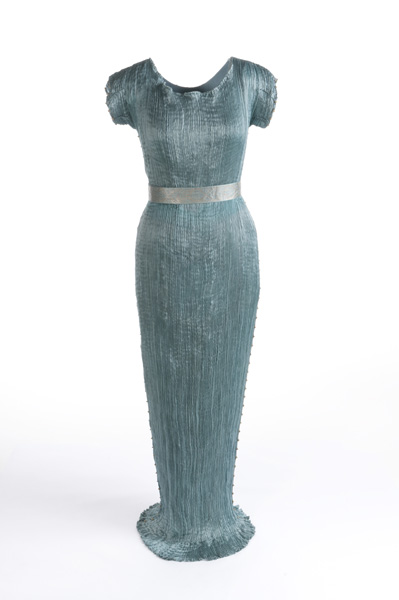
Туника из плиссированного шёлка, около 1921 - 1950. Музей костюма, Мадрид.
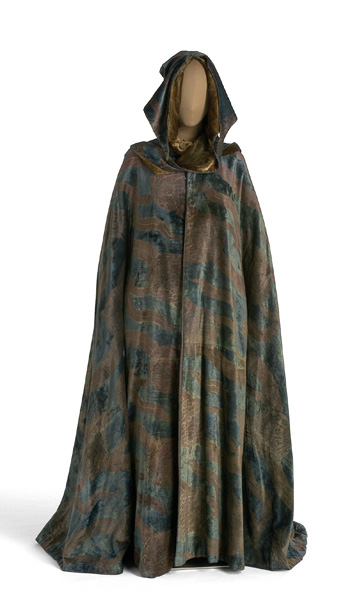
Пальто из бархата, 1911 - 1920. Музей костюма, Мадрид.
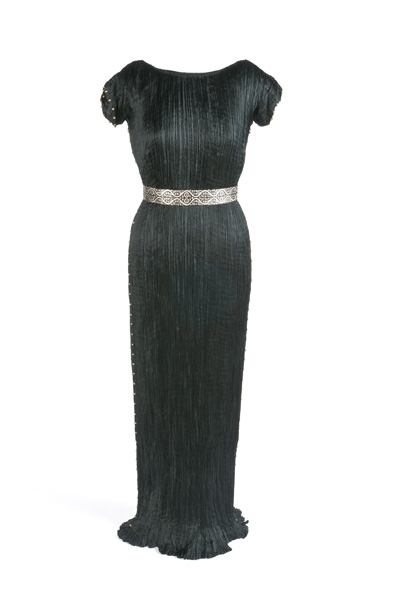
Платье Дельфос, около 1921 - 1950. Музей костюма, Мадрид.